# داوود رجبی
داوود رجبی(۱۲۹۰-) مهندس صنایع و سیاستمدار که در کابینه‌های محمد مصدق و اسدالله علم وزیر راه بود. وی یکی از اعضای هیئت‌مدیره اتاق بازرگانی، صنایع، معادن و کشاورزی تهران بود.

## تولد و تحصیلات
رجبی متولد ۱۲۹۰ در تهران بود. او پس از اتمام دوره متوسطه در امتحانات اعزام به خارج در دوره رضا شاه قبول و در رشته صنایع سنگین در کشورهای کشورهای سوئد و فرانسه و آلمان به تحصیل پرداخت.

## فعالیت‌های کاری و سیاسی
او بعد از پایان دوره تحصیلات به ایران برگشت و در راه‌آهن سراسری مشغول به کار شد و تا معاونت فنی راه‌آهن ارتقا یافت. او بعد از بازگشت به ایران جزء افرادی بود که در تأسیس حزب ایران مشارکت داشت و در دولت ملی دکتر مصدق ابتدا به سمت وزیر کار و سپس به سمت وزیر مشاور منصوب شد. بعد از کودتای ۲۸ مرداد ۱۳۳۲ از کار دولتی کناره گرفت و در سال ۱۳۳۸ به تأسیس و اداره کارخانه‌ای ریخته‌گری در تهران با نام لوله و ماشین‌سازی ایران مشغول شد؛ که اولین کارخانه مدرن ایران در این زمینه محسوب می‌شد. این کارخانه همچنان بزرگترین کارخانه تولید چدن نشکن خاورمیانه و تولید لوله‌های چدنی انتقال آب می‌باشد.
او بار دیگر در زمان امیراسدالله علم به وزارت راه منصوب شد. او هشت ماه با دولت اسدالله علم همکاری کرد و در تغییرات کابینه جای خود را به نصرت‌الله معینیان داد.